# Dobbin-Linstow
Dobbin-Linstow település Németországban, Mecklenburg-Elő-Pomeránia tartományban. Lakosainak száma 514 fő (2023. december 31.).

## Népesség
A település népességének változása:
| Lakosok száma | 496  | 486  | 482  | 508  | 509  | 514  |
|               | 2014 | 2017 | 2019 | 2021 | 2022 | 2023 |